# George Gavrilaș
George Petruţ Gavrilaș  (sinh ngày 15 tháng 12 năm 1990) là một cầu thủ bóng đá người România thi đấu ở vị trí thủ môn cho Juventus București, theo dạng cho mượn từ Voluntari. Before being transferred to Astra Ploieşti, Gavrilaş was being scouted by AC Milan.

## Danh hiệu
Astra Giurgiu
- Liga I (1): 2015–16
- Cúp bóng đá România (1): 2013–14
- Siêu cúp bóng đá România (2): 2014, 2016

FC Voluntari
- Cúp bóng đá România (1): 2016-17
- Siêu cúp bóng đá România (1): 2017